# Galgano Guidotti

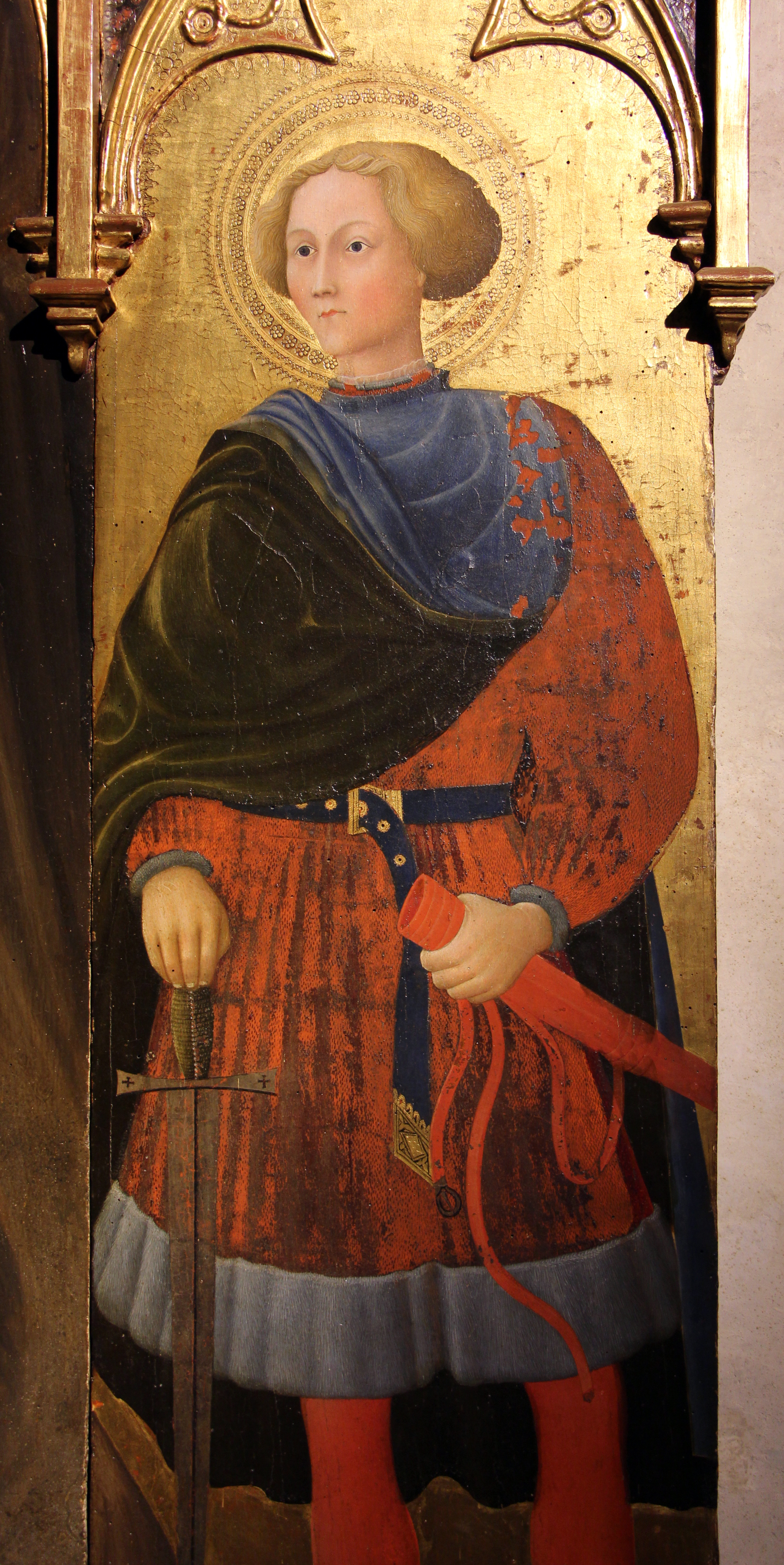
Galgano Guidotti

Galgano Guidotti (italienisch auch San Galgano,* um 1148 in Chiusdino bei Siena, Republik Siena; † 30. November oder 3. Dezember 1181 auf dem Montesiepi bei Chiusdino, Republik Siena) war ein toskanischer Adliger und ist ein Heiliger der katholischen Kirche. Bekannt wurde er, weil er auf dem Hügel des Montesiepi das Mönchsgelübde ablegte und als Zeichen seiner Ablehnung eines weltlichen Lebens symbolisch sein Schwert in einen Stein steckte. Sein Schwert steckt noch heute in dem Stein in den Ruinen der Abbazia San Galgano und gilt als Reliquie.

## Leben
Galgano wurde als Sohn von Guidotto und Dionigia Guidotti um das Jahr 1148 in Chiusdino bei Siena in der Toskana geboren. Als angehöriger des Adels wurde er zum Ritter ausgebildet, in einer Zeit der Kämpfe zwischen den lokalen Herrscherfamilien Gherardesca und Pannocchieschi und anderer die um politische und militärische Vorherrschaft rungen.
Den Überlieferungen zufolge führte Galgano in jungen Jahren ein ruchloses Leben das von Grausamkeit und Gewalt geprägt war. Nachdem ihm in einer Vision der Erzengel Michael erschienen war, gab er sein sündhaftes weltliches Leben auf und zog sich als Einsiedler auf den Hügel Montesiepi zurück, unweit seines Heimatortes Chiusdino. Um seinen Willen zu seinem Lebenswandel zu beweisen, steckte er 1180 sein Schwert in die Spalte eines Steins, woraufhin sich das Schwert in ein Kreuz verwandelt haben soll.
Er reiste ratsuchend zu Papst Alexander III. nach Rom, da sich Galgano immer mehr Anhänger anschlossen. Bevor es jedoch zur Gründung eines Ordens kommen konnte, starb er im Alter von 33 Jahren.

## Verehrung als Heiliger und Heiligsprechung
Galgano erlangte rasch Verehrung, insbesondere in der Ritterschaft. Die Legende verknüpft die Transformation des Schwertes, von einer Waffe des Krieges und des Todes zu einem Instrument des Friedens, mit der Umgestaltung seines Mantels, der statt Stolz eines Ritters die Armut und Demut eines Einsiedlers ausdrückt. 
Über seinem Grab an der Stelle seiner Einsidelei wurde im Jahr 1184 (anderen Quellen nach 1182) auf Anlass des Bischofs Hugo von Volterra eine runde Kapelle errichtet, so wie sie Galgano in einer Vision erschienen war. Schon in kurzer Zeit reisten viele Pilger nach Chiusdino und es wurde von Wundern berichtet. Das Heiligsprechungsverfahren, um Galgano, begann wenige Jahre nach seinem Tod im Jahr 1185.

## Das Schwert im Stein
Galganos Schwert errinert heute viele an die Artussage, unter anderem ist sein noch heute im Stein steckendes Schwert auch als das "toskanische Excalibur" bekannt.
2001 wurde eine Analyse an dem hervorstehenden Metallgriff durch Luigi Garlaschelli durchgeführt die bestätigte, dass die „Beschaffenheit des Metalls und der Stil dem späten 12ten Jahrhundert entsprechen“. Die Analyse bestätigte zudem, dass das obere Stück und das nichtsichtbare untere Stück authentisch sind und somit ein und demselben Artefakt gehören.